# پیتر خرگوشه ۲: فراری
پیتر خرگوشه ۲: فراری (به انگلیسی: Peter Rabbit 2: The Runaway) یک فیلم ساخته شده ژانر کمدی و ماجراجویی به کارگردانی ویل گلوک است که از سوی سونی پیکچرز انیمیشن در سال ۲۰۲۱ منتشر شده است. این فیلم دنباله پیتر خرگوشه است. از بازیگران آن می‌توان به جیمز کوردن، دامنل گلیسون، رز بیرن و دیوید اویلوو اشاره کرد.
موضوع فیلم:
توماس (دامنل گلیسون) و بی (رز بیرن) با یکدیگر ازدواج می‌کنند و به همراه پیتر و اعضای خانواده‌اش به خوبی و خوشی کنار هم هستند. اما پیتر خرگوشه از زندگی در مزرعه خسته شده است و تصمیم می‌گیرد تا راهی سفری پرماجرا به شهر شود.
پس از تأخیرهای متعدد از تاریخ اکران اصلی در فوریهٔ ۲۰۲۰ به‌دلیل هم‌گیری کووید-۱۹، این فیلم سرانجام توسط گروه سینمایی سونی پیکچرز   و با برچسب کلمبیا پیکچرز به‌صورت سینمایی اکران شد؛ نخست در استرالیا در ۲۵ مارس ۲۰۲۱، سپس در بریتانیا در ۱۷ مه و در ایالات متحده در ۱۱ ژوئن. این فیلم در مقایسه با قسمت پیشین خود موفقیت کمتری داشت، اما با این حال توانست ۱۵۴ میلیون دلار در سراسر جهان فروش داشته باشد. این فیلم نقدهای متفاوتی از سوی منتقدان دریافت کرد.

## داستان
مدتی پس از رویدادهای فیلم نخست، توماس مک‌گرگور و بیا با حضور دوستان انسانی و حیوانی‌شان ازدواج می‌کنند و پیتر خرگوشه نیز حضور توماس را در زندگی‌اش می‌پذیرد. یک ماه پس از ماه‌عسل، توماس به بیا در نگارش کتاب داستان کودکانش که بر پایهٔ ماجراهای پیتر و دوستانش است کمک می‌کند، اما پیتر از اینکه در کتاب به‌عنوان یک بچه‌شیطان تصویر شده، ناامید است. پس از دریافت نامه‌ای از یک ناشر که خواهان انتشار کتاب است، توماس و بیا همراه با پیتر، بنیامین، فلاسپی، ماپسی و کاتنتیل برای دیدار با ناشر، نایجل بیزیل-جونز، به شهر می‌روند. نایجل برنامهٔ بازاریابی خود را ارائه می‌دهد که در آن پیتر را به‌عنوان یک دردسرساز معرفی می‌کند و حتی طرح یک بیلبورد را نیز نشان می‌دهد که پیتر را شبیه یک شخصیت منفی جلوه می‌دهد.
پیتر ناراحت شده و از گروه جدا می‌شود و به شهر می‌رود، جایی که با خرگوشی پیرتر به‌نام بارناباس آشنا می‌شود؛ بارناباس ادعا می‌کند که دوست قدیمی پدر مرحوم پیتر بوده است. آن‌ها توسط مأموران مبارزه با آفات شکار می‌شوند و به پناهگاه حیوانات منتقل می‌گردند، اما دختری به‌نام آملیا آن‌ها را با خود می‌برد. بارناباس و پیتر با کمک گروه بارناباس یخچال خانواده را غارت می‌کنند و غذا را به مخفیگاهشان می‌برند. بارناباس می‌گوید پدرش برای سیر نگه‌داشتن شکم پیتر و خواهرانش دزدی می‌کرد، تا اینکه توماس و بیا پیتر را پیدا کرده و او را به خانه می‌برند. روز بعد، پیتر ماجرای بارناباس را برای بنیامین تعریف می‌کند و او و خواهرانش را متقاعد می‌کند که همراهش شوند. وقتی بارناباس خواهران پیتر و بنیامین را می‌شناسد، نقشهٔ اصلی‌اش را برای دزدی از بازار کشاورزان افشا می‌کند؛ هدف نهایی، دزدیدن بسته‌های میوهٔ خشک است. خرگوش‌ها از دوستان حیوانی خود نیز کمک می‌گیرند تا این سرقت را انجام دهند.
توماس و بیا بار دیگر با نایجل دیدار می‌کنند تا طراحی جدید خرگوش‌ها را بررسی کنند. نایجل با پوشاندن لباس‌های امروزی به حیوانات و پیشنهادهای تازه برای کتاب بعدی، توماس را نسبت به نیت واقعی‌اش مشکوک می‌کند. در همین حال، حیوانات موفق به سرقت میوه‌های خشک می‌شوند، اما وقتی به باغ‌وحش لمسی وارد می‌شوند، همهٔ دوستان پیتر، از جمله بنیامین و خواهرانش، توسط مأموران اسیر می‌شوند. بارناباس فاش می‌کند که قصد داشته تمام میوه‌ها را برای خودش نگه دارد و در واقع او با خواندن کتاب، پیتر را شناخته و عمداً به سراغش آمده؛ او هیچ‌گاه پدر پیتر را نمی‌شناخته است.
پیتر که احساس گناه می‌کند، بارناباس را ترک کرده و از توماس می‌خواهد برای نجات دوستانش کمک کند. پس از خراب شدن کامیون، به سراغ بیا می‌روند که در جلسه‌ای با نایجل است؛ نایجل می‌خواهد شخصیت‌های داستان را به یک ماجرای فضایی مضحک بفرستد. بیا قرارداد را لغو می‌کند و به توماس و پیتر در یک عملیات پرهیاهو برای نجات دوستانشان می‌پیوندد. پیتر، بنیامین و خواهرانش به مخفیگاه بارناباس رفته و او و گروهش را با طناب می‌بندند تا هنگام حرکت کامیون فروشگاه خیاطی، آن‌ها را با خود به پناهگاه حیوانات ببرد. خرگوش‌ها میوه‌های خشک را به فروشندگان بازار بازمی‌گردانند و به همراه توماس و بیا به خانه بازمی‌گردند. پیتر تصمیم می‌گیرد از این پس بیشتر به حرف عزیزانش گوش دهد. مدتی بعد، توماس و بیا صاحب یک دختر می‌شوند و بیا نام کتاب جدیدش را «پیتر خرگوشه ۲: فراری» می‌گذارد.

## هنرمندان

### بازیگران
- رز بیرن در نقش بی مک‌گرگور
- دامنل گلیسون در نقش توماس مک‌گرگور
- دیوید اویلوو در نقش نایجل باسیل-جونز

### صداپیشگان
- جیمز کوردن در نقش پیتر خرگوشه
- مارگو رابی در نقش فلاپسی خرگوشه / راوی
- الیزابت دبیکی در نقش ماپسی خرگوشه
- ایمی هورن[۲] در نقش دم‌پنبه‌ای خرگوشه (قبلاً توسط دیزی ریدلی در فیلم اول صداپیشگی شده بود)
- کالین مودی[۳] در نقش بنجامین خرگوشه
- لنی جیمز در نقش بارناباس
- دیمون هریمن در نقش تام پیشیه
- هایلی اتول در نقش میتنز
- روپرت دیگاس[۴] در نقش ساموئل ویسکرز، موش دزد
- سیا در نقش خانم تیگی وینکل، جوجه‌تیغی
- رز بیرن در نقش جمیما اردک-شلوغ‌کن
- دامنل گلیسون در نقش آقای جرمی ماهی‌گیر، قورباغه
- سم نیل در نقش تامی براک، گورکن
- یوئن لزلی[۵] در نقش خوک نجیب
- دیوید ونهام در نقش جانی موش-شهری
- ویل رایچلت[۶] در نقش جی‌دبلیو خروسه دوم
- کریسچن گزل[۷] در نقش فلیکس گوزنه
- تیم مینچین در نقش باسکر کی. بوشی، سنجاب
- استوارت آلوس[۸] در نقش آقای تاد، روباه